# Коста, Серджо
Серджо Коста (итал. Sergio Costa; род. 22 апреля 1959, Неаполь) — бригадный генерал итальянских карабинеров, министр окружающей среды и защиты суши и моря Италии (2018—2021).

## Биография

### Образование
В 1983 году окончил Сельскохозяйственный факультет Неаполитанского университета, защитив дипломную работу на тему «Investigazioni e tecniche operative ambientali e di contrasto alle ecomafie» (Расследование и оперативные методы в сфере охраны окружающей среды и борьба с экомафией), в 1995 году окончил Школу повышения квалификации полиции (Scuola di Perfezionamento per le Forze di Polizia) Министерства внутренних дел Италии, посещал курсы совершенствования командования Государственного лесного корпуса, в 2006 году получил степень магистра по специальности «Право и регулирование проблем окружающей среды».

### Служба в рядах карабинеров
До 7 апреля 2009 года возглавлял полицию провинции Неаполь, затем до 24 апреля 2010 года исполнял обязанности командующего подразделениями Лесного корпуса в регионе Базиликата и до 30 апреля 2011 года занимал должность заместителя командующего. С 1 мая 2011 по июнь 2014 года — командующий силами Лесного корпуса в провинции Неаполь, затем до 31 декабря 2016 — в регионе Кампания. После расформирования Лесного корпуса с января 2017 по 31 мая 2018 года в звании бригадного генерала командовал подразделением карабинеров по охране лесов в Кампании.
Известен как организатор расследования серии экологических преступлений, прозванных прессой «Земля огней» — незаконный сброс токсичных отходов в провинциях Неаполь и Казерта в начале 2000-х. Также зарекомендовал себя сторонником закона № 68 от 2015 года об ответственности за экологические преступления. После выборов 4 марта 2018 года лидер Движения пяти звёзд Луиджи Ди Майо включил Серджо Косту в состав своего предполагаемого кабинета.

### Работа в правительстве
1 июня 2018 года получил портфель министра окружающей среды и защиты суши и моря в правительстве Конте.
4 сентября 2019 года сохранил должность при формировании второго правительства Джузеппе Конте и
5 сентября в составе нового кабинета принёс присягу.

### Палата депутатов
25 сентября 2022 года по итогам досрочных парламентских выборов победил в одномандатном округе неаполитанского района Фуоригротта с результатом почти 40 %, не оставив никаких шансов действующему министру иностранных дел Луиджи Ди Майо — обладателю этого мандата, покинувшему Движение пяти звёзд.